# 纽约市社区委员会

紐約市所轄各社區分佈圖。
布朗克斯區
布魯克林區
曼哈頓區
皇后區
史泰登島區

紐約市社區委員會（英語：Community Boards of New York City）是紐約市政府下轄為紐約市五個所屬社區指定的咨詢機構。紐約市目前共計有59個社區：布朗克斯區有12個；布魯克林區有18個；曼哈頓區有12個；皇后區有14個；史泰登島區有3個。
社區委員會就轄區內土地的使用與區劃提供建議，同時參與參與城市預算流程，並解決所在地區的服務交付問題。 關於土地使用議題，社區委員會的建議只是諮詢性質並且主要充當反對特定項目的社區動員機構。 《紐約市憲章》也允許社區委員會提交自己的社區發展、成長和改善計劃。
每個社區委員會最多由50名無薪的志願者組成，所有成員均由所在行政區的區長任命；而所在行政區區議會議員擁有一半成員的提名權，但他們所提名的成員只能居住於該議員選區所覆蓋的區域。 需要注意的是，即便是非委員會成員也可以申請加入委員會下轄的工作委員會或為其工作。
每個社區委員會由一名社區委員長領導，設有辦公室和工作人員，其主要目的是協調向社區提供的服務。 同時每個行政區也設有一個行政區委員會，由區長、行政區議會議員以及行政區內每個社區委員會的區委員長組成。

## 主要職責
雖然社區委員會被定義成法定的政府機關與公共機構， 但是它僅以顧問身份行事，不行使制定或執行法律的官方權力。

### 土地規劃

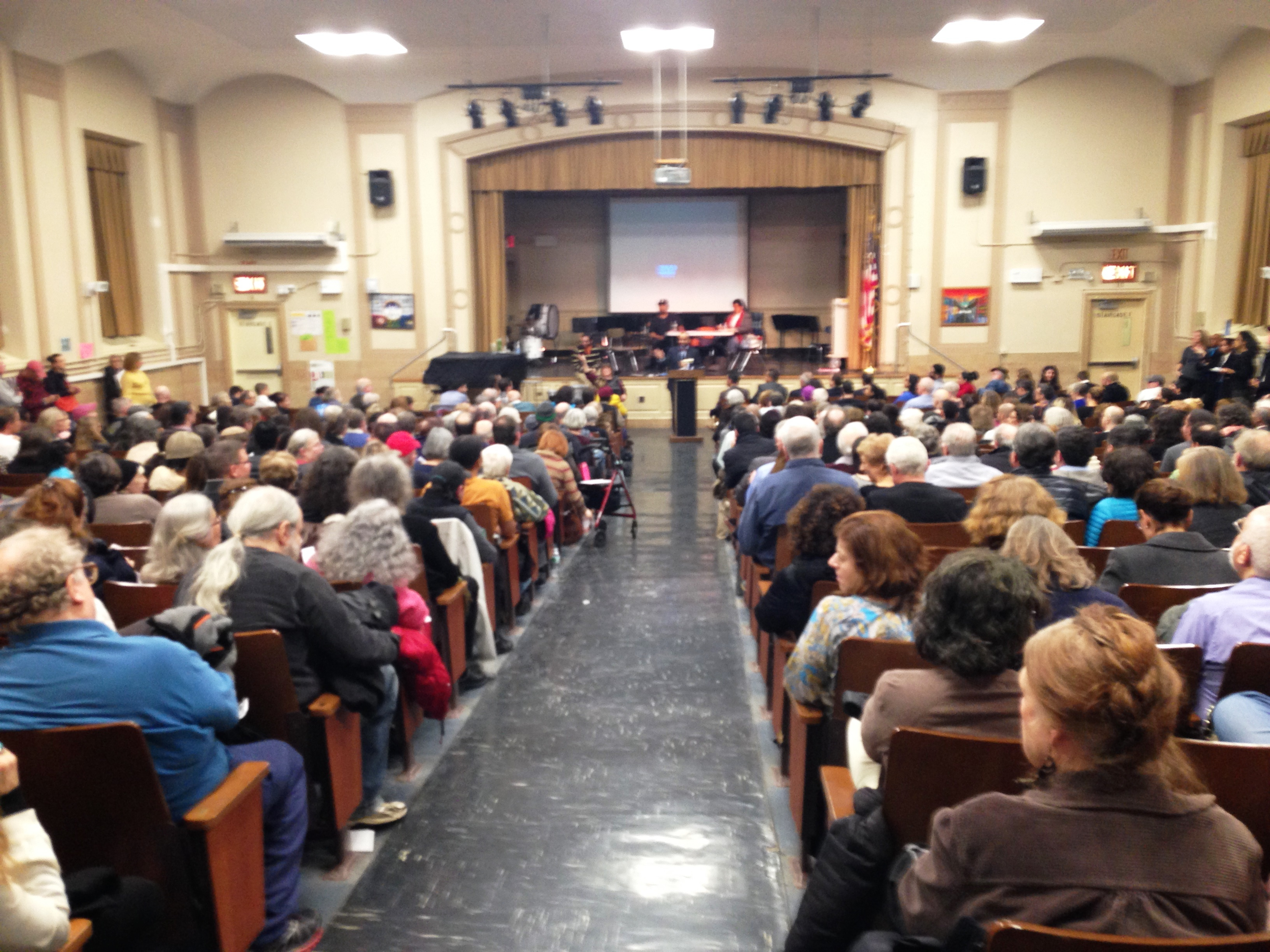
曼哈頓第12社區委員會於2016年2月召開的一場會議現場

依據《紐約市憲章》所規定的“統一土地使用審查程序”，有關房地產的使用、開發或改進的申請程序經城市規劃局認證完整後，受影響的社區委員會以及區委員會可以舉行公開聽證會，並在相關決定批准前向城市規劃委員會提出建議以供其參考。 此類申請包括涉及市有土地或設施、區劃變更以及公共街道或人行道的使用。
標準與上訴委員會通常對紐約市本地土地的特殊使用許可及區劃差異擁有管轄權；例如加油站、俱樂部、營地及公用事業設施等這些事由的審批程序與統一土地使用審查程序不同，這些申請允許社區委員會及區委員會進行審查及推薦。城市規劃委員會保留對影響較大或涉及當地社區以外規劃問題的項目的管轄權。 “當然權利”項目（即紐約市政府無自由裁量權的項目）不受社區委員會的審查。《紐約市憲章》也允許社區委員會提交自己的社區發展、成長和改善計劃。 然而，很少有社區委員會利用該項權力。
社區委員會有時充當反對特定項目的社區的動員機構。 通過它們，社區居民可以表達他們的反對意見。當他們的反對成功後，建築商或市政當局要麼被迫修改項目，要麼與社區談判。而與社區談判時，社區委員會有時會作為本社區居民的利益代表與建築商或當局溝通。

### 地方服務
紐約市每個社區委員會都由一名社區委員長（District Manager）領導，社區委員長擁有自己的辦公室和辦公團隊，其主要任務就是協調提供本地服務的機構。 同時每個社區還設有社區服務內閣（District Service Cabinet），由當地提供本地服務的機構代表所組成。 在實踐中，社區委員會具有外展服務和處理投訴的能力，但對客製化服務的交付卻幾乎沒有實質影響。

### 出典
1. 1 2 3 4 5 6  . 紐約市政府.   [2023-11-18]. （原始内容存档于2024-03-03）.
2. 1 2 3 4 5 6 7 8  Berg 2007，第277頁.
3. ↑  Berg 2007，第277-278頁.
4. 1 2 3  2023 Charter，§ 197-a.
5. 1 2  Berg 2007，第278頁.
6. 1 2  Tom Angotti.  (PDF). 紐約市立大學: 4. 2010-08-10  [2023-11-18]. （原始内容存档 (PDF)于2023-11-18）.
7. ↑  2023 Charter，§ 2800(a).
8. ↑  2023 Charter，§ 85(a).
9. ↑  2014 Handbook，第28頁.
10. ↑  2023 Charter，§ 197-c.
11. ↑  John R. Nolon. . Environmental Law Institute. 2001: 93  [2023-11-19]. ISBN 9781585760244.
12. ↑  2023 Charter，§ 2705(b).
13. ↑  布朗克斯第4社區委員會（英语：Borough boards of New York City）.  (PDF). 紐約市政府.   [2023-11-20]. （原始内容存档 (PDF)于2022-10-06）.

### 文獻
- Berg, Bruce F. . Rutgers University Press. 2007. ISBN 9780813543895.

- (PDF). 紐約市政府. 2014  [2023-11-19]. （原始内容存档 (PDF)于2022-01-25）.

- . American Legal Publishing. 2023  [2023-11-18]. （原始内容存档于2023-05-21）.

- . Brooklyn Eagle Library. Vol. 14 no. 6 (Brooklyn Daily Eagle). 1898-08  [2023-11-18]. （原始内容存档于2023-10-17） –HathiTrust數字圖書館.

- . The Lawyers' Co-Operative Publishing Company. 1901  [2023-11-18]. （原始内容存档于2023-11-20） –HathiTrust數字圖書館.

## 外部連接
- 紐約市社區委員會 官方網站 （页面存档备份，存于）